# Ballad for Woman〜女性のためのバラード集〜
『Ballad for Woman〜女性のためのバラード集〜』（バラッド・フォー・ウーマン じょせいのためのバラードしゅう）は、やしきたかじんのバラード・アルバム。2008年6月25日に発売された。翌2009年9月2日には期間限定特別価格盤としてプライスダウンされている。

## 解説
たかじんの歌手活動再開を記念して「女性のために歌ったバラード」に特化して選曲された2枚組、全28曲。ポリスター音源以外に、ビクター在籍時の音源からも4曲が選曲されている。

## 収録曲

### DISC1
1. My memory（4：31）
2. 泣いたら負け（6：05）
3. もしも夢がかなうならば（6：02）
4. 愛することを学ぶのに（4：51）
5. あんた new version '96（04:07）
6. 最後のネクタイ（6：58）
7. 泣いてもいいか（5：09）
8. 未練〜STILL〜 new version '96（05:01）
9. 待っているから（5：06）
10. エゴイズム（5：06）
11. この椅子で（4：15）
12. やっぱ好きやねん new version '96（05:40）
13. 夢見る男のために（6：16）
14. 大阪恋物語 new version '96（05:37）

### DISC 2
1. 心はいつも（5：13）
2. さよならが言えるまで（4：27）
3. 東京（4：30）
4. 待ってあげて（5：12）
5. ICHIZU new version '96（05:07）
6. 順子（5：20）
7. 天国は待ってくれる（5：15）
8. 最初から今まで（4：37）
9. 思い出よりこの瞬間（5：08）
10. Too far away（7：35）
11. 黄昏のベンチ（5：42）
12. なめとんか new version '96（04:52）
13. 生まれる前から好きやった（4：29）
14. たった独りのアンコール（5：05）